# Absolutely Live
《Absolutely Live》는 1970년 7월 20일, 엘렉트라 레코드에 의해 발매된 미국의 록 밴드 도어스의 첫 번째 라이브 음반이다. 이 더블 음반은 1969년과 1970년 미국의 여러 도시에서 열린 콘서트에서 녹음된 노래들을 특징으로 한다. 공연 작품 〈Celebration of the Lizard〉의 첫 번째 확장 발매와 이전에 공식 도어스 발매에 등장하지 않았던 몇 개의 다른 트랙을 포함한다. 이 음반은 1970년 9월 빌보드 200에서 8위로 정점을 찍었다.

## 녹음
《Absolutely Live》 음반을 만들기 위해 밴드의 1970년 Roadhouse Blues Tour 동안 많은 쇼가 녹음되었다. 도어스의 프로듀서이자 오랜 협력자인 폴 A. 로스차일드는 하나의 응집력 있는 콘서트를 만들기 위해 많은 다양한 쇼의 음반을 정성껏 편집했다고 주장했다. 로스차일드에 따르면, 한 공연의 노래의 가장 좋은 부분은 "궁극적인 콘서트"를 만들기 위한 시도로 다른 공연의 같은 노래의 다른 부분과 결합되었을 수 있다. 로스차일드는 "많은 곡들을 완벽하게 소화할 수 없었기 때문에, 때때로 중간에 디트로이트에서 필라델피아로 곡을 자르곤 했다. 그 음반은 틀림없이 2,000개의 편집이 있을 것입니다."라고 말했다.  하지만, 대부분의 트랙은 1970년 1월 17일과 18일 뉴욕의 펠트 포럼에서 열린 도어스의 공연에서 따온 것이다.
《Absolutely Live》는 원래 《Waiting for the Sun》 세션 동안 스튜디오에서 시도되었지만 결국 포기되었던 도어스의 공연 작품 〈Celebration of the Lizard〉 전체의 첫 번째 발매를 기념한다. 이 음반은 또한 몇몇 신곡 〈Love Hides〉, 〈Build Me a Woman〉, 〈Universal Mind〉, 〈Dead Rats, Dead Cats〉 (〈Break on Through〉의 서문으로 공연됨)와 보 디들리의 〈Who Do You Love?〉와 윌리 딕슨의 〈Close to You〉 (후에 키보디스트 레이 만자렉이 리드한 보컬)의 커버 버전을 포함했다.
짐 모리슨은 인터뷰에서 라이브 음반에 대해 반성하면서 "나는 《Absolutely Live》가 꽤 좋은 밤에 밴드가 어떻게 들리는지에 대한 꽤 진실된 문서라고 생각합니다. 그것은 우리가 할 수 있는 최선도 아니고 확실히 최악도 아닙니다. 그것은 평균 이상의 저녁의 진정한 문서입니다." 그의 자서전에서 만자렉는 "우리는 도어스 경험을 테이프에 담고 싶었습니다. 라이브. 한 번. 오랜 세월 동안. 그리고 그렇게 함으로써, 아마도 우리는 탈출의 순간을 포착할 수 있을 것입니다. 라이브."

## 발매 및 반응
| 전문가 평가                          | 전문가 평가 |
| 평가 점수                            | 평가 점수   |
| 출처                                 | 점수        |
| ------------------------------------ | ----------- |
| AllMusic                             | [ 7 ]       |
| Christgau's Record Guide             | B           |
| Classic Rock                         | [ 9 ]       |
| The Rolling Stone Album Guide        | [ 10 ]      |
| Virgin Encyclopedia of Popular Music | [ 11 ]      |

《Absolutely Live》는 이전 스튜디오 음반 《Morrison Hotel》이 판매했던 것의 절반인 225,000장만 팔렸다. 《롤링 스톤》의 비평가 글로리아 반자크는 이 음반에 대한 통렬한 리뷰를 썼는데, 특히 모리슨의 공연을 꼽았고, 〈Celebration of the Lizard〉를 "난잡한"이라고 언급했다.  《빌리지 보이스》의 로버트 크리스트가우는 "강력한 연주와 오디오"를 칭찬하면서 더 호의적인 평가를 내렸지만, "저는 음악이 끝났을 때, 하물며 켜지는 동안 파충류에 빠져들지 않습니다"라고 결론을 내렸다.
올뮤직에 대한 회고적인 리뷰에서 윌리엄 룰만은 이 음반이 "콘서트에서 도어스가 활기를 불어넣을 뿐만 아니라 상승하는 경험이 될 수 있다는 것을 보여주었다"고 관찰했다. 하지만, 그는 모리슨이 "운동 전체를 가식적인 것으로 취급하는 것 같다"고 한탄했고, 몇몇 트랙들이 "더 날렵한 스튜디오 버전에 비해 상당히 깃발을 게양한다"고 의견을 냈다. 《클래식 록》에 기고하는 비평가 맥스 벨은 이 음반이 밴드가 구상한 "유기적 다큐멘터리"로 남아 있다고 언급하며 이 음반을 칭찬했다.

## 곡 목록
작곡가와 LP 측 총 길이는 1970년 엘렉트라 레코드 오리지널 음반에서 가져온 것이며(개별 곡 타이밍은 나열되지 않음) 다른 소스와 다를 수 있다.
| #  | 제목                                                                                | 작사·작곡                                                                                                | 재생 시간 |
| -- | ----------------------------------------------------------------------------------- | --- | --------- |
| 1. | 〈Who Do You Love?〉                                                                | 보 디들리                                                                                                | 8:42      |
| 2. | 〈Medley: - Alabama Song (Whiskey Bar) - Back Door Man - Love Hides - Five to One〉 | - 쿠르트 바일, 베르톨트 브레히트 - 윌리 딕슨 - 짐 모리슨 - 모리슨, 레이 만자렉, 로비 크리거, 존 덴스모어 | 10:35     |

| #  | 제목                      | 작사·작곡                        | 재생 시간 |
| -- | ------------------------- | -------------------------------- | --------- |
| 1. | 〈Build Me a Woman〉      | 모리슨, 만자렉, 크리거, 덴스모어 | 3:33      |
| 2. | 〈When the Music's Over〉 | 모리슨, 만자렉, 크리거, 덴스모어 | 14:49     |

| #  | 제목                  | 작사·작곡                        | 재생 시간 |
| -- | --------------------- | -------------------------------- | --------- |
| 1. | 〈Close to You〉      | 딕슨                             | 5:27      |
| 2. | 〈Universal Mind〉    | 모리슨, 크리거                   | 4:54      |
| 3. | 〈Break On Thru, #2〉 | 모리슨, 만자렉, 크리거, 덴스모어 | 7:26      |

| #  | 제목                          | 작사·작곡                        | 재생 시간 |
| -- | ----------------------------- | -------------------------------- | --------- |
| 1. | 〈Celebration of the Lizard〉 | 모리슨, 만자렉, 크리거, 덴스모어 | 14:28     |
| 2. | 〈Soul Kitchen〉              | 모리슨                           | 7:15      |

## 인증
| 국가                                                  | 인증 | 판매량/출하량 |
| ----------------------------------------------------- | ---- | ------------- |
| 오스트레일리아 (ARIA)                                 | 골드 | 35,000^       |
| 오스트리아 (IFPI 오스트리아)                          | 골드 | 25,000*       |
| 캐나다 (뮤직 캐나다)                                  | 골드 | 50,000^       |
| 프랑스 (SNEP)                                         | 골드 | 100,000*      |
| 미국 (RIAA)                                           | 골드 | 500,000^      |
| *판매량을 기반으로 한 인증 ^출하량을 기반으로 한 인증 |      |               |